# Проболінго
Проболінго — місто в Індонезії, в провінції Східна Ява; площа 5667 га ; 182 тис. жителів (2005) і 239,649 за переписом 2020.

## Географія
Лежить на протоці Мадура, острів Ява.

### Клімат
Місто знаходиться у зоні, котра характеризується кліматом тропічних саван. Найтепліший місяць — листопад із середньою температурою 28.2 °C (82.8 °F). Найхолодніший місяць — липень, із середньою температурою 26.1 °С (79 °F).
| Клімат Проболінго       | Клімат Проболінго | Клімат Проболінго | Клімат Проболінго | Клімат Проболінго | Клімат Проболінго | Клімат Проболінго | Клімат Проболінго | Клімат Проболінго | Клімат Проболінго | Клімат Проболінго | Клімат Проболінго | Клімат Проболінго | Клімат Проболінго |
| Показник                | Січ.              | Лют.              | Бер.              | Квіт.             | Трав.             | Черв.             | Лип.              | Серп.             | Вер.              | Жовт.             | Лист.             | Груд.             | Рік               |
| Середній максимум, °C   | 30,7              | 30,8              | 30,9              | 31,5              | 31,1              | 30,6              | 30,3              | 30,7              | 31,4              | 32                | 31,8              | 31,2              | 31,1              |
| Середня температура, °C | 27,3              | 27,3              | 27,3              | 27,4              | 27,2              | 26,5              | 26,1              | 26,4              | 27,1              | 27,9              | 28,2              | 27,5              | 27,2              |
| Середній мінімум, °C    | 22,8              | 22,7              | 22,5              | 22,6              | 22,3              | 21,5              | 21                | 21                | 21,5              | 22,4              | 22,8              | 23                | 22,2              |
| Норма опадів, мм        | 269.3             | 246               | 241.4             | 126.8             | 85.8              | 31.1              | 15.7              | 4.8               | 20.2              | 51.9              | 98.1              | 197               | 1388.1            |
| Днів з опадами          | 17,4              | 17,2              | 15,2              | 9,4               | 6,2               | 5                 | 2,1               | 0,6               | 0,6               | 1,4               | 3,2               | 13,4              | 91,7              |
| Вологість повітря, %    | 82.1              | 83.3              | 83.4              | 79.1              | 79.4              | 77                | 74.3              | 72.2              | 70.7              | 71                | 73.7              | 79.5              | 77.1              |
| ----------------------- | ----------------- | ----------------- | ----------------- | ----------------- | ----------------- | ----------------- | ----------------- | ----------------- | ----------------- | ----------------- | ----------------- | ----------------- | ----------------- |
| Джерело: Weatherbase    |                   |                   |                   |                   |                   |                   |                   |                   |                   |                   |                   |                   |                   |

## Економіка
Центр сільськогосподарського району (цукор, індиґо, кава, рис, манго); харчова, текстильна та хімічна промисловість; рибальство; декоративно-прикладне мистецтво (гончарство та виготовлення саронґів — популярного місцевого одягу); важливий комунікаційний вузол, морський порт; пропускає більшу частину туристичного потоку до вулканів Бромо і Семер.